# Goldfinger (banda)
Goldfinger es una banda de música Ska Punk y Pop Punk formada en Los Ángeles, California, en 1994.

## Biografía
La banda fue fundada por John Feldmann en voz y guitarra, Simon Williams en bajo, Darrin Pfeiffer en batería, Charlie Paulson en guitarra. Luego firmar contrato con un sello discográfico importante, ellos lanzarían un EP titulado Richter. La mayoría de las canciones en Richter son versiones demo de las canciones incluidas en su álbum debut, Goldfinger, el cual fue lanzado en 1996 y fue un hit en las radios estudiantiles. Su más importante sencillo fue "Here in Your Bedroom". Aunque su segundo álbum, Hang-Ups, fue menos exitoso, la banda siguió manteniendo una gran cantidad de fanáticos devotos en la comunidad hardcore. Su tercer LP de estudio fue Stomping Ground, el cual se vendió poco en los Estados Unidos pero fue un hit modesto en algunos países Europeos, gracias a un cover de 99 Red Balloons, cantado en parte en alemán. Open Your Eyes lanzado en el 2002 fue el primero de sus álbumes bajo un nuevo sello discográfico, Jive/Zomba.
John Feldmann ha producido discos para bandas tales como Mest, The Used (cuyo vocalista Bert McCracken cantó algunas canciones como invitado en 'Open Your Eyes' y 'Ocean Size') y Story of the Year. El también produjo el sencillo de Good Charlotte "The Anthem", el cual originalmente fue llamado "Oracle of Elcaro". Desde el comienzo de la banda, Feldmann se ha convertido en vegetariano (en concreto es vegano) y apoyado los derechos de los animales, como puede verse brevemente en el vídeo musical de "Open Your Eyes". A comienzos del 2005, lanzaron su primer álbum para su nuevo sello discográfico, Maverick Records, titulado "Disconnection Notice". Este incluyó el sencillo "Wasted". El CD recibió menor aceptación en comparación con los antiguos álbumes de Goldfinger. Los antiguos miembros de la banda incluyen al bajista fundador Simon Williams, el cual dejó la banda luego de Hang-Ups, y Brian Arthur, el cual dejó la banda luego de Disconnection Notice.
"99 Red Balloons" también fue incluida en las películas Not Another Teen Movie, Eurotrip, y Sonic 3, la película, y su cover "More Today Than Yesterday" de Spiral Starecase sonó durante los créditos de cierre de The Waterboy.
"Superman" también fue incluida en la comedia Kingpin y la primera versión del videojuego Tony Hawk's Pro Skater, y el tema "Spokesman" fue incluido en Tony Hawk's Pro Skater 4.
La canción de Goldfinger "I Want" de Disconnection Notice está incluida en Burnout Revenge para los sistemas PlayStation 2, Xbox, y Xbox 360, y la canción "My Everything" está incluida en "SSX On Tour" también producido por EA games.
En el 2006 la revista Alternative Press listó el álbum homónimo Goldfinger como "uno de los 10 álbumes que formaron el 2006" junto con No Doubt, Weezer entre otros.
Luego de la partida del guitarrista Brian Arthur, Goldfinger anunció que su antiguo guitarrista Charlie Paulson volvería. En un artículo publicado en su página en MySpace ellos han vuelto a su antiguo logotipo. Un nuevo álbum está siendo grabado (en el cual Paulson declaró que sonará como la "vieja escuela Goldfinger") pero debido a lesiones de rodilla relacionadas con la gira y un posible cáncer de su hijo Julian, Feldmann sería incapaz de realizar la gira para este álbum hasta el 2008. Como tal, el lanzamiento no ocurrirá hasta entonces. El nuevo álbum será lanzado bajo un sello independiente Side One Dummy.
Para apoyar a los fanes hasta el lanzamiento de un nuevo álbum, Goldfinger está grabando un EP en directo incluyendo dos canciones nuevas, a ser lanzadas en iTunes.

## Band members
Timeline

## Discografía

### Álbumes de estudio
| Título                 | Sello                      | Billboard 200 |
| Goldfinger             | Universal Records          | 110           |
| Hang-Ups               | Universal Records          | 85            |
| Stomping Ground        | Mojo Records               | 109           |
| Open Your Eyes         | Mojo Records, Jive Records | 136           |
| Disconnection Notice   | Maverick Records           | -             |
| The Best Of Goldfinger | Mojo Records, Jive Records | -             |
| Hello Destiny          | SideOneDummy Records       |               |
| The Knife              | Rise Records               |               |
| Never Look Back        | Big Noise                  | -             |

### Álbumes en directo
| Fecha del lanzamiento  | Título                                | Sello             | Billboard 200 |
| 9 de noviembre de 1999 | Darrin's Coconut Ass: Live from Omaha | Universal Records | -             |
| 2001                   | Foot in Mouth: Live                   | Mojo Records      | -             |
| 23 de marzo de 2004    | Live at the House of Blues            | Kung Fu Records   | -             |

## Sencillos
- Here in Your Bedroom de Goldfinger.
- Mable de Goldfinger.
- This Lonely Place de Hang-Ups.
- Counting the Days de Stomping Ground.
- 99 Red Balloons de Stomping Ground.
- Tell Me de Open Your Eyes.
- Open Your Eyes de Open Your Eyes.
- Spokesman de Open Your Eyes.
- Wasted de Disconnection Notice.
- I Want de Disconnection Notice.
- One More Time de Hello Destiny.

## Apariciones en videojuegos
| Canción                 | Juego                         | Plataforma(s)                                                |
| ----------------------- | ----------------------------- | ------------------------------------------------------------ |
| Superman                | Tony Hawk's Pro Skater        | Sony PlayStation, Nintendo 64, Sega Dreamcast                |
| 99 Red Balloons         | Gran Turismo 3: A-Spec        | PlayStation 2                                                |
| 99 Red Balloons (cover) | Donkey Konga                  | Gamecube                                                     |
| I'm Down                | Andy McDonald's Skateboarding | Sony PlayStation                                             |
| Spokesman               | Tony Hawk's Pro Skater 4      | Sony PlayStation, Nintendo Gamecube, Xbox, Windows PC, Mac   |
| I Want                  | Burnout Revenge               | PlayStation 2, Xbox, Xbox 360                                |
| I Want                  | Burnout Legends               | PlayStation Portable, Nintendo DS                            |
| I'm Down                | ESPN X-Games Snowboarding     | PlayStation 2                                                |
| My Everything           | SSX On Tour                   | Xbox, PlayStation 2, Nintendo Gamecube, PlayStation Portable |
| Counting The Days       | Shaun White Snowboarding      | Wii, PlayStation Portable, Windows PC, PlayStation 3         |